# Polia mystica
Polia mystica är en fjärilsart som beskrevs av Smith 1898. Polia mystica ingår i släktet Polia och familjen nattflyn. Inga underarter finns listade i Catalogue of Life.